# Ouranosaurus
Ouranosaurus ("hrabri varan/gušter") neobičan je rod dinosaura biljojeda koji je živio tijekom ranog razdoblja krede (prije oko 110 milijuna godina) u današnjoj Africi. Ouranosaurus je bio dug 7 do 8 metara. Godine 1965. i 1972. pronađena su dva prilično potpuna kostura u formaciji Echkar (ili El Rhazi), Agadez u Nigeru, a životinji je naziv 1976. godine dao paleontolog Philippe Taquet.

## Otkriće i naziv
U siječnju 1965. Philippe Taquet otkrio je fosile dinosaura na nalazištu Camp des deux Arbres blizu Gadoufaoue. Materijal je dobavljen 1966. godine, a Taquet je iz fosila 1976. godine opisao tipičnu vrstu. Prvi dio znanstvenog naziva potječe iz tuareškog ourano što znači " varan "; ta je riječ opet povezana s arapskim Waran, "hrabar". Drugi dio naziva odnosi se na Niger.
Holotipni primjerak (MNHN GDF 300) pronađen je u gornjoj formaciji Elrhaz, iz razdoblja prije 112 do 110 milijuna godina. Sastoji se od gotovo potpunog kostura s lubanjom, koji je danas postavljen u glavnom gradu Nigera, Niameyu ; u Museum national d' histoire naturelle rekonstruiran od odljeva originalnih kostiju. Ostali izumi uključuju i paratipni primjerak GDF 381, drugi primjerak otkriven 1972. godine, kao i GDF 301 (velika korakoidna kost) i GDF 302 (bedrena kost).

## Opis

### Veličina
Ouranosaurus je bio relativno velik euornitopod. Taquet je 1976. godine procijenio duljinu tijela na 7 metara, a težinu na 4 tone. Gregory S. Paul je 2010. godine dao veću duljinu (8,3 metra), ali manju procijenjenu težinu (2,2 tone), što znači da bi bio relativno lako građen. bedrena kost bila je duga 811 milimetara.

### Leđno jedro
Najupadljivija Ouranosaurusova osobina bila je jedro na leđima koje su podržavali dugi i široki kralježni nastavci koji su se protezali sve do kraja repa; jedro je zbog toga sličilo na ono kod poznatog teropodnog dinosaura mesoždera, Spinosaurusa, koji je živio otprilike u isto vrijeme. Ti visoki kralježni nastavci ne sliče na one kod Dimetrodona, iz razdoblja perma. Kralježni nastavci su kod ovog zadnjeg distalno postajali tanji, dok su kod Ouranosaurusa zapravo postajali deblji i plosnatiji. Posteriorne nestavke također su poezivale okoštale tetive, koje su učvršćavale leđa. Visina jedra bila je najveća iznad prednjih udova.
Prva četiri leđna kralješka nisu pronađena; već se na petom nalazi zašiljeni i lagano kukasti nastavak dužine 32 cm; Taquet je pretpostavio da je nosio tetivu koja je podržavala vrat ili lubanju. Deseti, jedanaesti i dvanaesti nastavci su najduži, s 63 cm dužine. Posljednji leđni nastavak, sedamnaesti, ima užlijebljen posteriorni rub, u kojem je zaglavljen anteriorni kut donjeg nastavka prvog sakralnog kralješka. Nastavci preko šestog sakralnog kralješka su dosta niži, ali oni pri početku repa se ponovno produžuju; prema kraju repa nastavci se postupno skraćuju.
Leđno jedro obično se objašnjava ili kao sustav za termoregulaciju ili kao struktura za udvaranje. Alternativna hipoteza je da se umjesto jedra tu možda nalazila grba od mišića ili masti, kao kod bizona ili deve. Moglo je služiti za preživljavanje loše sezone.

### Lubanja
Ouranosaurus je imao lubanju duljine 67 cm. Glava je bila neobična po tome što je bila vrlo izdužena i ravna. Njuška je bila mnogo duža nego kod Iguanodona; kljun nije bio zakrivljen, već ravan. U njušci nije bilo zuba i tijekom života bila je pokrivena koštanim omotačem; tako se formirao vrlo širok kljun zajedno s usporedivim omotačem na kratkoj predentalnoj kosti na samom prednjem kraju donje čeljusti. Međutim, nakon prilično velike dijasteme (razmaka između zuba) u kljunu, sa strane čeljusti kod obraza postojale su velike grupe zuba: razmaci između kruna zuba bili su ispunjeni vrhovima druge generacije zamjenskih zuba, pa se tako formirala kontinuirana površina. Za razliku od nekih srodnih vrsta, nedostajala je treća generacija zamjenskih zuba. Postojala su 22 mjesta za zube i u donjoj i u gornjoj čeljusti, pa ih je ukupno bilo 88.
Čeljusti su naizgled pokretali relativno slabi mišići. Ouranosaurus je imao samo malene otvore iza očiju kroz koje je veći capiti - mandibularis mišić bio povezan s koronidnim prolazima u donjoj čeljusti. Zadnji dio lubanje bio je prilično uzak i nije mogao nadoknaditi nedostatak većeg prostora za vezivanje čeljusnih mišića, koje bi otvori inače omogućavali, pa bi u tom slučaju Ouranosaurus imao jači ugriz. Jedan manji mišić, musculus depressor mandibulae, koji otvara čeljusti, nalazio se sa zadnje strane lubanje i bio je povezan s processus paroccipitalis. Ouranosaurus je vjerojatno više koristio zube za žvakanje biljaka. Smatra se da se hranio lišćem, voćem i sjemenjem, jer bi žvakanjem oslobodio više energije iz kvalitetnije hrane; širok kljun s druge strane ukazuje na specijalizaciju za hranjenje velikim količinama hrane manjeg kvalitete. Ouranosaurus je nastanjivao riječne delte.
Nosni prolaz bio je velik i postavljen blizu kljuna. Nosnice su bile visoko postavljene. S obje strane vrha glave postojala je malena kvrga između nosnih otvora i očnih jabučica ; važnost tih kvrga je nepoznata, ali možda su služile u socijalizaciji ili za udvaranje.

### Postkranijalni kostur
Kralježnica se sastojala od 11 vratnih kralježaka, 17 leđnih, 6 križničnih četrdeset repnih kralježaka. Rep je bio relativno kratak.
Prednji udovi bili su prilično dugi, s 55% dužine zadnjih udova. Četveronožni položaj bio je moguć. Rame je bilo pozicionirano vrlo ravno. prednji udovi bili su lake građe, kratki i široki. Na obje ruke postojala je pandža u obliku bodeža, mnogo manja nego kod ranijeg Iguanodona. Drugi i treći prst bili su široki i nalik na kopita i anatomski pogodni za hod. Kao podrška hipotezi hoda, članak je bio velik i kosti od kojih se sastojao bile su spojene kako bi se spriječila dislokacija. Peti prst je bio dugačak. Kod srodnih vrsta pretpostavlja se da je peti prst služio za kupljenje lišća i grančica ili za spuštanje grane na podobnu visinu. Taquet je zaključio da se kod Ouranosaurusa ta sposobnost izgubila zato što je peta kost zapešća bila smanjena na izbočinu i nije se više mogla okrenuti postrance.
Zadnji udovi bili su veliki i robusni kako bi izdržali težinu tijela, ali i dovoljno snažni za dvonožan hod. Bedrena kost bila je neznatno duža od goljenične. To možda ukazuje na to da su noge služile kao stupovi, a ne za trčanje. Taquet je zaključio da Ouranosaurus nije bio dobar trkač. Stopalo je bilo usko sa samo tri prsta i relativno dugo.

## Klasifikacija
Taquet je isprva svrstao rod Ouranosaurus u Iguanodontidae, unutar Iguanodontia. Iako, međutim, dijeli neke sličnosti s Iguanodonom (kao što je šiljak na palcu), Ouranosaurus se više ne svrstava u porodicu iguanodontida, skupinu koja se sada smatra parafiletičnom. Umjseto toga svrstava se u kladus Hadrosauroidea, koji sadrži Hadrosauridae (takozvane dinosaure s pačjim kljunom) i njihove najbliže srodnike. Ouranosaurus izgleda predstavlja ranu specijaliziranu granu u ovoj grupi i pokazuje neke osobine neovisne konvergencije s hadrosauridima. Stoga se ga smatra temeljnom vrstom hadrosaurida.

## Vanjske poveznice
- Ouranosaurus na Nature, pristupljeno 1. lipnja 2014.
- Ouranosaurus  Arhivirana inačica izvorne stranice od 6. rujna 2005. (Wayback Machine) (sa slikom), pristupljeno 1. lipnja 2014.
- Iguanodontia  Arhivirana inačica izvorne stranice od 25. travnja 2009. (Wayback Machine) na Thescelosaurus, pristupljeno 1. lipnja 2014.